# Morti nel 2011/Maggio
| Questa pagina contiene informazioni ricavate automaticamente dalle voci biografiche con l'ausilio del template Bio e di un bot. L'aggiornamento è periodico e automatico e ricostruisce completamente la pagina. Se manca una persona in questa lista, sei pregato di non aggiungerla, ma accertati piuttosto che la sua voce biografica contenga il template Bio e che i dati anagrafici siano correttamente compilati. Se il template Bio manca, inseriscilo tu stesso o, in alternativa, metti l'avviso {{tmp\|Bio}} che ne segnala la mancanza. Se i dati riportati sono sbagliati, correggi direttamente la voce biografica; le modifiche saranno visibili in questa lista entro pochi giorni. Per chiarimenti vedi il progetto biografie. La lista contiene solo le 166 persone che sono citate nell'enciclopedia e per le quali è stato implementato correttamente il template Bio. Pagina aggiornata al 18 ago 2025. |

- 1º maggio - Henry Cooper, pugile e attore britannico (n. 1934)
- 1º maggio - Agustín García-Gasco Vicente, cardinale e arcivescovo cattolico spagnolo (n. 1931)
- 1º maggio - Moshe Landau, magistrato tedesco (n. 1912)
- 1º maggio - Steven Orszag, fisico e matematico statunitense (n. 1943)
- 1º maggio - Edoardo Villa, scultore italiano (n. 1915)
- 2 maggio - Leonid Ivanovič Abalkin, economista e politico russo (n. 1930)
- 2 maggio - Abu Ahmad al-Kuwayti, terrorista e militare pakistano (n. 1978)
- 2 maggio - Larry Moffett, cestista statunitense (n. 1954)
- 2 maggio - Antonio Pellegrino, politico e medico italiano (n. 1937)
- 2 maggio - René Emilio Ponce, generale salvadoregno (n. 1947)
- 2 maggio - Alceo Riosa, storico italiano (n. 1939)
- 2 maggio - Armand Van Wambeke, cestista belga (n. 1926)
- 2 maggio - Shigeo Yaegashi, calciatore giapponese (n. 1933)
- 2 maggio - Osama bin Laden, terrorista saudita (n. 1957)
- 3 maggio - Karl-Günther Bechem, pilota automobilistico tedesco (n. 1921)
- 3 maggio - Corrado Belci, politico e giornalista italiano (n. 1926)
- 3 maggio - Robert Brout, fisico belga (n. 1928)
- 3 maggio - Jackie Cooper, attore, regista e produttore televisivo statunitense (n. 1922)
- 3 maggio - Mildred Robbins Leet, imprenditrice e filantropa statunitense (n. 1922)
- 3 maggio - Sergej Kotrikadze, calciatore sovietico (n. 1936)
- 3 maggio - Marianna Nagy, pattinatrice artistica su ghiaccio ungherese (n. 1929)
- 4 maggio - Alberto Li Gobbi, generale italiano (n. 1914)
- 4 maggio - Carlo Felice Manara, matematico italiano (n. 1916)
- 4 maggio - Sammy McCrory, calciatore nordirlandese (n. 1924)
- 4 maggio - Mary Murphy, attrice statunitense (n. 1931)
- 4 maggio - Carlos Ríos, cestista argentino (n. 1941)
- 4 maggio - Frans Sammut, scrittore, saggista e drammaturgo maltese (n. 1945)
- 4 maggio - Sada Thompson, attrice statunitense (n. 1927)
- 4 maggio - Lino Zanettin, bobbista italiano (n. 1925)
- 5 maggio - Alice Bridges, nuotatrice statunitense (n. 1916)
- 5 maggio - Claude Choules, militare e supercentenario inglese (n. 1901)
- 5 maggio - Andrea Geremicca, politico italiano (n. 1933)
- 5 maggio - Arthur Laurents, scrittore, librettista e sceneggiatore statunitense (n. 1917)
- 5 maggio - Yosef Mirmovich, calciatore e allenatore di calcio israeliano (n. 1924)
- 5 maggio - Hildegard Neumann, militare tedesca (n. 1919)
- 5 maggio - Nivio Sanchini, commediografo, regista e attore italiano (n. 1936)
- 5 maggio - Dana Wynter, attrice britannica (n. 1931)
- 5 maggio - Juan Zubiaurre, calciatore spagnolo (n. 1936)
- 6 maggio - Willy Schäfer, attore tedesco (n. 1933)
- 6 maggio - József Zsámboki, calciatore ungherese (n. 1933)
- 7 maggio - Severiano Ballesteros, golfista spagnolo (n. 1957)
- 7 maggio - Willard Sterling Boyle, fisico canadese (n. 1924)
- 7 maggio - Antonio Brizioli, politico italiano (n. 1924)
- 7 maggio - Ross Hagen, attore, regista e doppiatore statunitense (n. 1938)
- 7 maggio - Miklós Hubay, drammaturgo ungherese (n. 1918)
- 7 maggio - Eilert Määttä, hockeista su ghiaccio svedese (n. 1935)
- 7 maggio - Jane Rhodes, mezzosoprano e soprano francese (n. 1929)
- 7 maggio - Gunter Sachs, fotografo, imprenditore e astrologo tedesco (n. 1932)
- 8 maggio - Cornell Dupree, chitarrista statunitense (n. 1942)
- 8 maggio - Maurice Goldhaber, fisico austriaco (n. 1911)
- 8 maggio - Lionel Rose, pugile e cantante australiano (n. 1948)
- 8 maggio - Carlos Trillo, fumettista argentino (n. 1943)
- 8 maggio - Galina Urbanovič, ginnasta sovietica (n. 1917)
- 9 maggio - Dolores Fuller, attrice e cantautrice statunitense (n. 1923)
- 9 maggio - Lidia Gueiler Tejada, politica boliviana (n. 1921)
- 9 maggio - Roland Spångberg, pallanuotista svedese (n. 1923)
- 9 maggio - Newton Thornburg, scrittore statunitense (n. 1929)
- 9 maggio - Wouter Weylandt, ciclista su strada belga (n. 1984)
- 10 maggio - Giuseppe Cataldo, mafioso italiano (n. 1938)
- 11 maggio - Robert Traylor, cestista statunitense (n. 1977)
- 12 maggio - Harrison Chongo, calciatore zambiano (n. 1969)
- 12 maggio - Miyu Uehara, modella e personaggio televisivo giapponese (n. 1987)
- 12 maggio - Charles F. Haas, regista statunitense (n. 1913)
- 12 maggio - Sigfrido Leschiutta, ingegnere elettrotecnico italiano (n. 1933)
- 13 maggio - Alan Devlin, attore irlandese (n. 1948)
- 13 maggio - Pam Gems, drammaturga britannica (n. 1925)
- 13 maggio - Bernard Greenhouse, violoncellista statunitense (n. 1916)
- 13 maggio - Anna Longhi, attrice e opinionista italiana (n. 1934)
- 13 maggio - Jack Richardson, produttore discografico canadese (n. 1929)
- 14 maggio - Teuvo Laukkanen, fondista finlandese (n. 1919)
- 14 maggio - Giuseppe Macchi, calciatore italiano (n. 1921)
- 14 maggio - Maurizio Mondelli, dirigente sportivo, arbitro di rugby a 15 e rugbista a 15 italiano (n. 1935)
- 14 maggio - Birgitta Trotzig, scrittrice e critica letteraria svedese (n. 1929)
- 15 maggio - Pete Lovely, pilota di Formula 1 statunitense (n. 1926)
- 15 maggio - Elisabetta Pierazzo, astronoma italiana (n. 1963)
- 15 maggio - Samuel Wanjiru, maratoneta keniota (n. 1986)
- 16 maggio - Douglas Blubaugh, lottatore statunitense (n. 1934)
- 16 maggio - Serghei Covaliov, canoista rumeno (n. 1944)
- 16 maggio - Mitsuki Nakamura, direttore artistico giapponese (n. 1944)
- 17 maggio - Giuliana Bertea, cestista italiana (n. 1921)
- 17 maggio - Sean Dunphy, cantante irlandese (n. 1937)
- 17 maggio - Joe Galibardy, hockeista su prato indiano (n. 1915)
- 17 maggio - Edward Hardwicke, attore britannico (n. 1932)
- 17 maggio - Harmon Killebrew, giocatore di baseball statunitense (n. 1936)
- 17 maggio - Gianfranco Varini, architetto italiano (n. 1939)
- 18 maggio - Tito Centi, presbitero e filosofo italiano (n. 1915)
- 18 maggio - Ingeborg Day, scrittrice austriaca (n. 1940)
- 18 maggio - Marcel De Mulder, ciclista su strada belga (n. 1928)
- 18 maggio - Guido Guerra, ingegnere italiano (n. 1920)
- 18 maggio - Umberto Levorato, rugbista a 15 e allenatore di rugby a 15 italiano (n. 1931)
- 18 maggio - Barbara Nardi, attrice italiana (n. 1917)
- 18 maggio - Guy Razanamasy, politico malgascio (n. 1928)
- 18 maggio - Silvia Solar, attrice francese (n. 1940)
- 19 maggio - Phyllis Avery, attrice statunitense (n. 1922)
- 19 maggio - Rudolph Binion, storico statunitense (n. 1927)
- 19 maggio - Garret FitzGerald, politico, economista e avvocato irlandese (n. 1926)
- 19 maggio - Kathy Kirby, cantante britannica (n. 1938)
- 19 maggio - Koichi Tohei, artista marziale giapponese (n. 1920)
- 19 maggio - Alda Noni, soprano italiano (n. 1916)
- 19 maggio - Giovanni Pettinato, storico e assiriologo italiano (n. 1934)
- 19 maggio - Vladimir Ryžkin, calciatore sovietico (n. 1930)
- 19 maggio - Cesare Scurati, pedagogista italiano (n. 1937)
- 19 maggio - Neždet Zalev, lottatore bulgaro (n. 1937)
- 20 maggio - Ricky Bruch, discobolo, pesista e attore svedese (n. 1946)
- 20 maggio - Luciano Comida, scrittore italiano (n. 1954)
- 20 maggio - Roberto Morrione, giornalista italiano (n. 1941)
- 20 maggio - Jiří Pešek, allenatore di calcio e calciatore cecoslovacco (n. 1927)
- 20 maggio - Randy Savage, wrestler statunitense (n. 1952)
- 21 maggio - Haim Buch, calciatore israeliano (n. 1930)
- 21 maggio - Paul Gillon, fumettista francese (n. 1926)
- 21 maggio - Bill Hunter, attore australiano (n. 1940)
- 21 maggio - Giuseppe La Rosa, politico italiano (n. 1917)
- 21 maggio - Leo Rossi, pallanuotista brasiliano (n. 1927)
- 22 maggio - Angelo Donelli, psichiatra e educatore italiano (n. 1922)
- 23 maggio - Ivar Eidefjäll, calciatore svedese (n. 1921)
- 23 maggio - Elisabeth Eidenbenz, insegnante e infermiera svizzera (n. 1913)
- 23 maggio - Peter Frelinghuysen, Jr., politico statunitense (n. 1916)
- 23 maggio - Vladimir Gančev, cestista bulgaro (n. 1931)
- 23 maggio - Nasser Hejazi, allenatore di calcio e calciatore iraniano (n. 1949)
- 23 maggio - Joseph Nguyễn Tích Đức, vescovo cattolico vietnamita (n. 1938)
- 23 maggio - Karel Otčenášek, arcivescovo cattolico ceco (n. 1920)
- 23 maggio - Harry Redmond Jr., artista e effettista statunitense (n. 1909)
- 23 maggio - Xavier Tondó, ciclista su strada spagnolo (n. 1978)
- 23 maggio - Myriam de Urquijo, attrice argentina (n. 1918)
- 24 maggio - Fulvio Cerofolini, partigiano, politico e sindacalista italiano (n. 1928)
- 24 maggio - Huguette Clark, filantropa e pittrice statunitense (n. 1906)
- 24 maggio - Giovanni Giudici, poeta e giornalista italiano (n. 1924)
- 24 maggio - Abdias do Nascimento, politico e artista brasiliano (n. 1914)
- 24 maggio - Guido Petter, psicologo e scrittore italiano (n. 1927)
- 25 maggio - Lillian Adams, attrice statunitense (n. 1922)
- 25 maggio - Leonora Carrington, scrittrice e pittrice britannica (n. 1917)
- 25 maggio - Luigi Diligenza, arcivescovo cattolico italiano (n. 1921)
- 25 maggio - Jiřína Nekolová, pattinatrice artistica su ghiaccio cecoslovacca (n. 1931)
- 25 maggio - Takīs Taliadōros, cestista greco (n. 1925)
- 26 maggio - Peter Boom, attivista, cantante e attore olandese (n. 1936)
- 26 maggio - Gino Maringola, attore italiano (n. 1917)
- 27 maggio - Armando Bandini, attore e doppiatore italiano (n. 1926)
- 27 maggio - Jeff Conaway, attore e regista statunitense (n. 1950)
- 27 maggio - Margo Dydek, cestista e allenatrice di pallacanestro polacca (n. 1974)
- 27 maggio - Gil Scott-Heron, poeta, musicista e attivista statunitense (n. 1949)
- 28 maggio - Hermann Bley, calciatore tedesco orientale (n. 1936)
- 28 maggio - Romual'd Klim, martellista sovietico (n. 1933)
- 28 maggio - Gino Valenzano, pilota automobilistico, imprenditore e scrittore italiano (n. 1920)
- 29 maggio - Bill Clements, imprenditore e politico statunitense (n. 1917)
- 29 maggio - Ferenc Mádl, politico ungherese (n. 1931)
- 29 maggio - Arnaldo Prati, arbitro di calcio italiano (n. 1939)
- 29 maggio - Bill Roycroft, cavaliere australiano (n. 1915)
- 29 maggio - Cosmo Francesco Ruppi, arcivescovo cattolico italiano (n. 1932)
- 29 maggio - Sergej Bagapš, politico abcaso (n. 1949)
- 30 maggio - Biagio Agnes, giornalista e dirigente d'azienda italiano (n. 1928)
- 30 maggio - Antonio Bruschini, saggista, critico cinematografico e storico del cinema italiano (n. 1956)
- 30 maggio - Henri Chammartin, cavaliere svizzero (n. 1918)
- 30 maggio - Stanislaus A. James, politico santaluciano (n. 1919)
- 30 maggio - Filippo Mancuso, magistrato e politico italiano (n. 1922)
- 30 maggio - Sebastiano Milluzzo, pittore e scultore italiano (n. 1915)
- 30 maggio - Clarice Taylor, attrice statunitense (n. 1917)
- 30 maggio - Giorgio Tozzi, basso statunitense (n. 1923)
- 30 maggio - Rosalyn Yalow, biofisica statunitense (n. 1921)
- 31 maggio - Pauline Betz, tennista statunitense (n. 1919)
- 31 maggio - Alba Florio, poetessa italiana (n. 1910)
- 31 maggio - Ellenio Gallo, imprenditore e dirigente sportivo italiano (n. 1923)
- 31 maggio - Wolfgang Großstück, calciatore tedesco orientale (n. 1932)
- 31 maggio - Hans Keilson, scrittore, poeta e psicoanalista tedesco (n. 1909)
- 31 maggio - Andy Robustelli, giocatore di football americano statunitense (n. 1926)
- 31 maggio - Philip Rose, produttore teatrale, librettista e regista teatrale statunitense (n. 1921)
- 31 maggio - Jennifer Worth, infermiera, musicista e scrittrice britannica (n. 1935)